# Велоспорт на літніх Олімпійських іграх 1956
У змаганнях з велоспорту на літніх Олімпійських іграх 1956 у Мельбурні розіграно 6 комплектів нагород (лише серед чоловіків) у двох видах: шосейний велоспорт і велоспорт на треку.

## Медальний залік

### Шосейні гонки
| Дисципліни             | Золото                                              | Срібло                                                       | Бронза                                                                           |
| ---------------------- | --------------------------------------------------- | ------------------------------------------------------------ | -------------------------------------------------------------------------------- |
| Групова шосейна гонка  | Ерколе Бальдіні · Італія                            | Арно Жер · Франція                                           | Алан Джексон · Велика Британія                                                   |
| Командна шосейна гонка | Франція (FRA) Арно Жер Моріс Мушеро Мішель Вермелін | Велика Британія (GBR) Стен Бріттен Вільям Голмс Алан Джексон | Об'єднана німецька команда (EUA) Райнгольд Поммер Ґустав-Адольф Шур Горст Тюллер |

### Велоперегони на треку
| Дисципліни                    | Золото                                                                                               | Срібло                                                               | Бронза                                                                      |
| ----------------------------- | --- | -------------------------------------------------------------------- | --------------------------------------------------------------------------- |
| Командна гонка переслідування | Італія (ITA) Валентіно Гаспарелла Антоніо Доменікалі Леандро Фаджин Франко Гандіні Вірджиніо Піццалі | Франція (FRA) Мішель Вермелін Рене Б'янкі Жан Грачик Жан-Клод Лекант | Велика Британія (GBR) Том Сімпсон Доналд Берджесс Майк Ґамбрілл Джон Ґеддес |
| Спринт                        | Мішель Руссо · Франція                                                                               | Гульєльмо Пезенті · Італія                                           | Дік Плуґ · Австралія                                                        |
| Тандем                        | Ієн Браун і Тоні Марчант (AUS)                                                                       | Ладіслав Фоучек і Вацлав Махек (TCH)                                 | Джузеппе Онья і Чезаре Пінарелло (ITA)                                      |
| гіт                           | Леандро Фаджин · Італія                                                                              | Ладіслав Фоучек · Чехословаччина                                     | Альфред Свіфт · Південно-Африканська Республіка                             |

## Країни, що взяли участь
Змагався 161 велогонщик з 30-ти країн.
| - Австралія (11) - Австрія (4) - Бельгія (7) - Бразилія (1) - Канада (3) - Чилі (2) - Колумбія (8) - Чехословаччина (6) - Данія (2) - Ефіопія (4) |  | - Фінляндія (1) - Франція (11) - Об'єднана німецька команда (10) - Велика Британія (12) - Італія (12) - Японія (1) - Люксембург (1) - Мексика (4) - Нова Зеландія (6) - Пакистан (4) |  | - Південно-Африканська Республіка (6) - Південна Корея (2) - СРСР (12) - Швеція (4) - Тринідад і Тобаго (1) - США (10) - Уругвай (5) - Венесуела (4) - В'єтнам (6) - Югославія (1) |

## Таблиця медалей
| Місце               | Країна                           | Золото | Срібло | Бронза | Загалом |
| ------------------- | -------------------------------- | ------ | ------ | ------ | ------- |
| 1                   | Італія (ITA)                     | 3      | 1      | 1      | 5       |
| 2                   | Франція (FRA)                    | 2      | 2      | 0      | 4       |
| 3                   | Австралія (AUS)                  | 1      | 0      | 1      | 2       |
| 4                   | Чехословаччина (TCH)             | 0      | 2      | 0      | 2       |
| 5                   | Велика Британія (GBR)            | 0      | 1      | 2      | 3       |
| 6                   | Об'єднана німецька команда (EUA) | 0      | 0      | 1      | 1       |
| 6                   | ПАР (RSA)                        | 0      | 0      | 1      | 1       |
| Загалом (7 збірних) | Загалом (7 збірних)              | 6      | 6      | 6      | 18      |